# Combat d'Aldeia da Ponte
Guerre d'indépendance espagnole
Batailles
- Olivença (01-1811)
- Gebora (02-1811)
- Campo Maior (03-1811)
- 1re Badajoz (04-1811)
- Fuentes de Oñoro (05-1811)
- Albuera (05-1811)
- Usagre (05-1811)
- Cogorderos (06-1811)
- Carpio (09-1811)
- El Bodón (09-1811)
- Aldeia da Ponte (09-1811)
- Arroyomolinos (10-1811)
- Tarifa (12-1811)
- Navas de Membrillo
- Almagro (01-1812)
- 2e Ciudad Rodrigo (01-1812)
- 2e Badajoz (03-1812)
- Villagarcia (04-1812)
- Almaraz (05-1812)
- Maguilla (06-1812)
- Arapiles (07-1812)
- García Hernández (07-1812)
- Majadahonda (08-1812)
- Retiro (08-1812)
- Madrid (08-1812)
- Burgos (09-1812)
- Villodrigo (10-1812)
- Tordesillas (10-1812)
- Alba de Tormes (11-1812) (es)
- San Muñoz (11-1812)

Le combat d'Aldeia da Ponte se déroule le 27 septembre 1811 à Aldeia da Ponte, au Portugal, et oppose une armée impériale française sous les ordres des généraux Paul Thiébault et Joseph Souham aux forces anglo-portugaises du général Arthur Wellesley de Wellington. Cet affrontement fait partie de la série d'événements qui marquent la retraite des troupes de Wellington lors du blocus de Ciudad Rodrigo en 1811. Harcelés par l'armée du Portugal commandée par le maréchal Marmont, les Alliés sont en position de défense dans la région montagneuse qui borde la frontière entre le Portugal et l'Espagne. Après le combat du 27 septembre, Marmont, ayant examiné le dispositif adopté par Wellington, décide de stopper son avance et de se retirer sur Ciudad Rodrigo. Les deux armées prennent finalement leurs quartiers d'hiver.

## Contexte
À la suite du combat d'El Bodón, les forces de Wellington déployées dans la région se regroupent à Fuenteguinaldo, poursuivies par la cavalerie française du général Louis Pierre de Montbrun. Le 25 septembre au soir, environ 20 000 fantassins français se dirigent sur les positions anglo-portugaises, suivis à peu de distance par cinq autres divisions qui ont déjà franchi la rivière Águeda. Wellington réalise qu'il ne peut défendre Fuenteguinaldo face à un adversaire aussi redoutable. Dans la nuit du 25, les 3e et 4e divisions d'infanterie, la brigade portugaise de Pack et les brigades de cavalerie de Alten, de Slade et de Grey, en tout 15 000 hommes, se trouvent rassemblées dans la localité, alors que Montbrun, qui a été rejoint par l'infanterie, dispose désormais de 60 000 hommes. La division légère arrive à Fuenteguinaldo dans l'après-midi du 26 septembre mais Wellington ne dispose à partir de là d'aucune troupe supplémentaire. 
Profitant de la passivité de son adversaire, Marmont passe la journée du 26 à étudier le dispositif ennemi. Il refuse toutefois d'attaquer, estimant que Wellington s'est installé sur une position défensive suffisamment forte et qu'il a dû procéder au regroupement de son armée pour se préparer ainsi à livrer bataille. De son côté, Wellington pense que Marmont attend des renforts et il décide en conséquence d'évacuer Fuenteguinaldo. Cependant, afin de donner le change aux Français, il déploie en avant du front la division légère et le 1er régiment de hussards de la King's German Legion. Marmont, qui croit que Wellington souhaite se maintenir à Fuenteguinaldo, et n'ayant pas l'intention de l'y attaquer, se replie en fin de journée vers Ciudad Rodrigo. Pendant ce temps, les troupes alliées en retraite, formées en deux colonnes, font route en direction d'Alfaiates. L'une d'elles emprunte la route principale qui passe par Casillas de Flores et Forcalhos, tandis que la seconde se retire par un itinéraire secondaire via Aldeia da Ponte. Le départ des Alliés est constaté par les Français peu après minuit. Marmont ordonne aussitôt à la cavalerie de Montbrun et de Wathier, ainsi qu'aux divisions d'infanterie de Thiébault et de Souham, encore dans les parages, de suivre l'armée de Wellington. Pour l'instant, Marmont n'a d'autre choix que d'observer son adversaire à distance car les deux divisions dont il dispose ne totalisent que 11 000 hommes, le reste de ses troupes se trouvant encore sur la route de Ciudad Rodrigo. 
Dans la matinée du 27 septembre, les 1re, 5e, 6e et 7e divisions britanniques rallient le corps principal de Wellington. Ce dernier a maintenant 45 000 hommes sous ses ordres, son front étant couvert par Alten, Slade et de Grey avec leurs brigades de cavalerie respectives. Les forces françaises séparées en deux colonnes empruntent les mêmes routes que celles utilisées par les Alliés au cours de leur retraite, avec Montbrun et Souham sur la route principale et Wathier et Thiébault en direction d'Aldeia da Ponte. La colonne Montbrun arrive à Alfaiates le 27 septembre à midi mais se trouve alors confrontée à la division légère, la 5e division et la cavalerie d'Alten. Pour sa part, stoppé dans sa progression en avant d'Aldaia da Ponte par les avant-postes de la 4e division et des dragons de Slade, Wathier décide d'attendre l'arrivée de la division de Thiébault, ce général prenant le commandement de toutes les troupes françaises du secteur.

## Forces en présence

### Ordre de bataille anglo-portugais

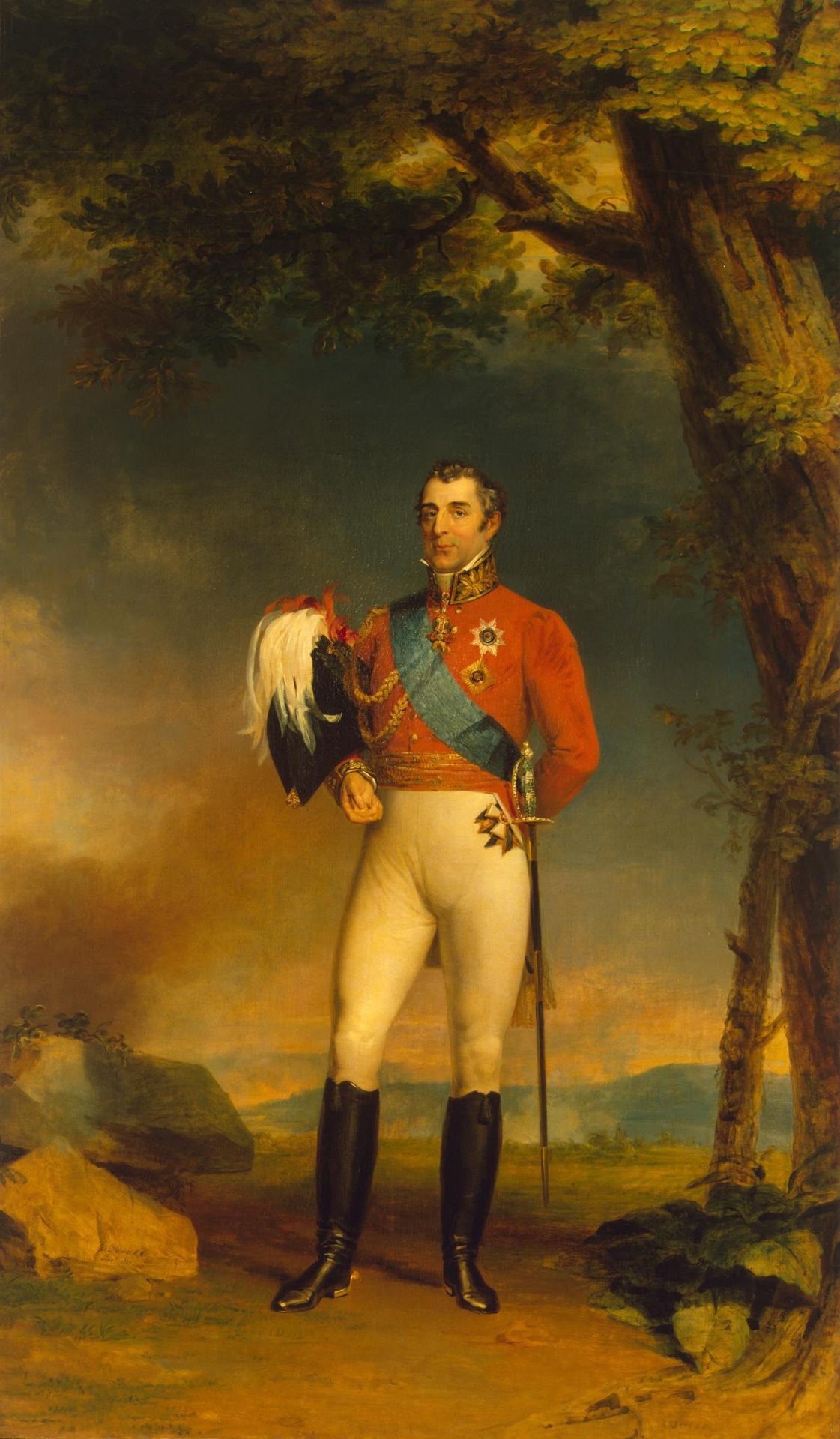
Le marquis de Wellington, commandant en chef l'armée anglo-portugaise.

Wellington dispose d'environ 46 000 hommes, dont 17 000 Portugais. Sa cavalerie, parmi laquelle une troupe de 900 Portugais, compte environ 3 000 sabres. Son armée est organisée de la manière suivante : 
- 1re division d'infanterie (4 926 hommes)
- 3e division d'infanterie (5 277 hommes)
- 4e division d'infanterie (6 483 hommes) : commandée par le major général Galbraith Lowry Cole, elle est constituée de trois brigades, dont une portugaise. Sa composition est la suivante :
  - Brigade A (britannique) commandée par le colonel Kemmis (1 963 hommes)
  - Brigade B (britannique) commandée par le colonel Edward Pakenham (1 538 hommes)
  - 9e brigade d'infanterie portugaise, sous les ordres du colonel Collin (2 982 hommes) : cette brigade est formée des 11e et 23e régiments d'infanterie portugais, à deux bataillons chacun, ainsi que du 7e bataillon de caçadores.
- 5e division d'infanterie (5 005 hommes)
- 6e division d'infanterie (5 687 hommes)
- 7e division d'infanterie (5 102 hommes)
- Division légère (4 200 hommes)
- Corps de cavalerie (4 026 hommes) : commandé par le major général Stapleton Cotton, il est organisé en six brigades, dont deux portugaises. Les brigades britanniques sont commandées par Slade, Alten, Anson et de Grey.
- Artillerie : elle se compose de trois batteries à cheval britanniques et de huit batteries d'artillerie de campagne, dont cinq portugaises et une de la King's German Legion.

### Ordre de bataille français
Les troupes françaises présentes dans la région appartiennent à l'armée du Portugal commandée par le maréchal Auguste de Marmont et à l'armée du Nord dirigée par le général Jean Marie Pierre Dorsenne. Les effectifs en présence de ces deux armées se montent à 27 500 hommes pour Marmont et 29 000 hommes pour Dorsenne, formant un total disponible de 56 500 soldats. Environ 12 000 hommes sont impliqués dans les combats à Aldeia da Ponte. 

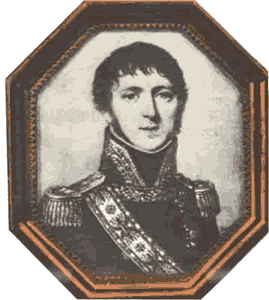
Le général Paul Thiébault, commandant les forces françaises lors de la première attaque à Aldeia da Ponte.

- Armée du Portugal : commandée par Marmont, qui a remplacé à ce poste le maréchal Masséna, elle comprend six divisions d'infanterie, deux brigades de cavalerie légère et une division de dragons. Son effectif total est de 32 467 fantassins, 3 341 cavaliers et 2 875 artilleurs, hommes du train et sapeurs[7]. À Aldeia da Ponte, la brigade de cavalerie légère du général Pierre Wathier est engagée la première, avant d'être renforcée un peu plus tard par les dragons du général Montbrun.
- Armée du Nord : commandée par le général de division Dorsenne, elle est à ce moment la plus grande armée française dans la péninsule espagnole, avec 88 442 hommes disponibles en date du 15 juillet. Cependant, la majeure partie d'entre eux sont utilisés à la garnison des places du nord de l'Espagne, si bien que Dorsenne ne peut mobiliser que 27 000 fantassins et 2 000 cavaliers pour aider Marmont[8]. Lors du combat d'Aldeia da Ponte sont successivement engagées la division d'infanterie du général Paul Thiébault, composée de deux brigades, puis la division d'infanterie du général Joseph Souham.

## Déroulement du combat
Bien que situé en avant de la position défensive choisie par Wellington, à proximité des lignes anglo-portugaises, Aldeia da Ponte offre plusieurs avantages en termes d'observation et d'accès à la route, idéaux pour un éventuel occupant. Wellington, qui souhaite conserver le contrôle du village le plus longtemps possible, le fait donc garnir par les compagnies d'infanterie légère de la brigade Pakenham (4e division). L'importance de la localité n'a pas non plus échappé à Thiébault qui décide de l'attaquer avec trois bataillons. L'un de ces bataillons aborde frontalement la position pendant que les deux autres la contournent ; sous la pression, les défenseurs britanniques sont contraints de se retirer et Aldeia da Ponte tombe aux mains des Français,. 

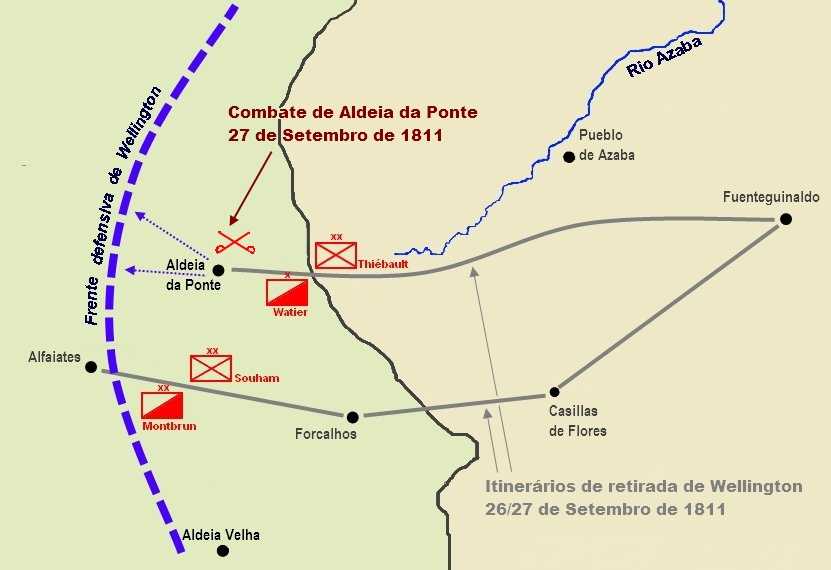
Schéma montrant les voies de retraite depuis Fuenteguinaldo, la ligne de défense de l'armée alliée et les unités françaises impliquées dans les attaques contre Aldeia da Ponte.

Devinant la faiblesse des effectifs de Thiébault, qui n'a avec lui qu'une seule division d'infanterie et la brigade de cavalerie de Wathier, Wellington ordonne de reprendre le village et engage cette fois-ci toute la brigade Pakenham, déployée en ligne et soutenue sur ses flancs par deux bataillons portugais en colonne. Aldeia da Ponte est reprise. Dans la soirée, Montbrun et Souham rejoignent Thiébault. Souham, en tant que divisionnaire le plus ancien, décide de lancer une nouvelle attaque à la tombée de la nuit. Ne souhaitant pas livrer un combat nocturne de trop grande envergure, Wellington ne fait pas renforcer la garnison d'Aldeia da Ponte et s'abstient même de contre-attaquer. L'affrontement se résume alors à quelques escarmouches mineures entre la cavalerie de Slade et celle de Wathier. Wellington profite de la nuit pour se retirer sur des positions qu'il a repérées à l'avance et abandonne définitivement Aldeia da Ponte à ses adversaires. 
Les Anglo-Portugais prennent position un peu en avant du champ de bataille de Sabugal où l'armée de Wellington a combattu quelques mois plus tôt. Le front allié s'étire sur environ 11 km, entre Aldeia Velha et le pont de Rapoula. Une réserve est postée à l'ouest d'Alfaiates tandis que Wellington a déjà transmis ses ordres en vue d'une éventuelle retraite. Lorsque Marmont arrive à son tour à Aldeia da Ponte, il constate que son adversaire s'est retranché dans une position très forte. Conscient de l'habileté défensive du général britannique, Marmont sait en outre qu'il n'est pas en mesure, même en cas de victoire, d'engager une poursuite dans une zone montagneuse dépourvue de ressources ; il renonce donc à poursuivre l'attaque et ordonne la retraite en direction de Ciudad Rodrigo.

## Bilan et conséquences
Wellington conserve ses positions jusqu'au 29 septembre avant de donner l'ordre à ses unités d'installer leurs campements pour l'hiver. Il en profite également pour réoccuper son emplacement initial à Fuenteguinaldo. Les Français prennent également leurs quartiers d'hiver et Marmont, après s'être séparé de l'armée du Nord, établit son armée à Almaraz et Ávila. Lors des combats à Aldeia da Ponte, les Alliés ont perdu 100 hommes (14 tués, 77 blessés et 9 disparus). La brigade Pakenham compte 76 hommes hors de combat, les bataillons portugais sur les flancs 13, la cavalerie de Slade 10 et l'artillerie britannique un seul. De son côté, Thiébault évalue ses pertes à 150 hommes.